# 婚姻訴訟法令
婚姻訴訟法令是一種法令簡稱，用於英國有關婚姻法的法例。

## 列表
- 《1857年婚姻訴訟法令（英语：Matrimonial Causes Act 1857）》
- 《1858年婚姻訴訟法令》
- 《1859年婚姻訴訟法令》
- 《1860年婚姻訴訟法令》
  - 由《1862年〈1860年婚姻訴訟法令〉延期法令》延期
- 《1864年婚姻訴訟法令》
- 《1866年婚姻訴訟法令》
- 《1870年婚姻訴訟及婚姻法（愛爾蘭）修訂法令》
- 《1871年婚姻訴訟及婚姻法（愛爾蘭）修訂法令》
- 《1873年婚姻訴訟法令》
- 《1878年婚姻訴訟法令》
- 《1884年婚姻訴訟法令》
- 《1907年婚姻訴訟法令》
- 《1919年婚姻訴訟（自治領軍隊）法令》
- 《1923年婚姻訴訟法令》
- 《1937年婚姻訴訟法令（英语：Matrimonial Causes Act 1937）》
- 《1939年婚姻訴訟（北愛爾蘭）法令》
- 《1944年婚姻訴訟（战争婚姻）法令》
- 《1950年婚姻訴訟法令》
- 《1958年婚姻訴訟（財產及赡养）法令》
- 《1963年婚姻訴訟法令》
- 《1965年婚姻訴訟法令》
- 《1966年婚姻訴訟（報告）法令（北愛爾蘭）》
- 《1967年婚姻訴訟法令》
- 《1973年婚姻訴訟法令（英语：Matrimonial Causes Act 1973）》

### 1857至1878年的《婚姻訴訟法令》
《1857至1878年婚姻訴訟法令》（Matrimonial Causes Acts 1857 to 1878）是以下法令的合稱：
- 《1857年婚姻訴訟法令》(20 & 21 Vict c 85)
- 《1858年婚姻訴訟法令》(21 & 22 Vict c 108)
- 《1859年婚姻訴訟法令》(22 & 23 Vict c 61)
- 《1860年婚姻訴訟法令》(23 & 24 Vict c 144)
- 《1866年婚姻訴訟法令》(29 & 30 Vict c 32)
- 《1868年離婚修訂法令》(31 & 32 Vict c 77)
- 《1873年婚姻訴訟法令》(36 & 37 Vict c 31)
- 《1878年婚姻訴訟法令》(41 & 42 Vict c 19)